# Ґудг'ю (округ, Міннесота)
Шаблон:StateAbbr_ 44°25′ пн. ш. 92°43′ зх. д. / 44.41° пн. ш. 92.72° зх. д.
Округ Гудг'ю (англ. Goodhue County) — округ (графство) у штаті Міннесота, США. Столиця — місто Ред-Вінґ. Ідентифікатор округу 27049.

## Історія
Округ утворений 1853 року.

## Демографія
За даними перепису
2000 року
загальне населення округу становило 44127 осіб, зокрема міського населення було 21660, а сільського — 22467.
Серед мешканців округу чоловіків було 21857, а жінок — 22270. В окрузі було 16983 домогосподарства, 11900 родин, які мешкали в 17879 будинках.
Середній розмір родини становив 3,04.
Віковий розподіл населення поданий у таблиці:
| Стать    | До 15 років | 15-21 | 22-29 | 30-39 | 40-49 | 50-65 | 65-85 | Понад 85 |
| -------- | ----------- | ----- | ----- | ----- | ----- | ----- | ----- | -------- |
| Чоловіки | 4741        | 2405  | 1773  | 3125  | 3662  | 3414  | 2430  | 307      |
| Жінки    | 4537        | 2099  | 1694  | 3137  | 3566  | 3370  | 3065  | 802      |

## Суміжні округи
- Пієрс, Вісконсин — північ
- Пепін, Вісконсин — північний схід
- Вобаша — схід
- Олмстед — південний схід
- Додж — південь
- Райс — захід
- Дакота — північний захід

## Виноски
1. ↑  US Decennial Census. US Census Bureau. Архів оригіналу за 26 квітня 2015. Процитовано 15 жовтня 2014.
2. ↑  Historical Census Browser. University of Virginia Library. Архів оригіналу за 11 серпня 2012. Процитовано 15 жовтня 2014.
3. ↑  Population of Counties by Decennial Census: 1900 to 1990. US Census Bureau. Архів оригіналу за 4 серпня 2014. Процитовано 15 жовтня 2014.
4. ↑  Census 2000 PHC-T-4. Ranking Tables for Counties: 1990 and 2000 (PDF). US Census Bureau. Архів оригіналу (PDF) за 18 грудня 2014. Процитовано 15 жовтня 2014.
5. ↑  State & County QuickFacts. United States Census Bureau. Архів оригіналу за 7 червня 2011. Процитовано 31 серпня 2013. [Архівовано 2011-06-07 у Wayback Machine.](англ.) Наведено за англійською вікіпедією.
6. ↑  American FactFinder. Бюро перепису населення США. Архів оригіналу за 21 травня 2008. Процитовано 31 січня 2008. [Архівовано 2008-05-21 у Wayback Machine.]

| США | Це незавершена стаття з географії США. Ви можете допомогти проєкту, виправивши або дописавши її. |